# 胡翎
胡翎（1956年—），女，辽宁大连人，汉族，中华人民共和国政治人物，河北省归国华侨联合会副主席、石家庄市人大常委会民族外事侨务委员会副主任委员，中国共产党党员。第十二届全国人民代表大会河北地区代表。

## 生平
毕业于天津大学。2013年，被选为全国人大代表。